# Pekka Aittakumpu
Pekka Juhani Aittakumpu, född 30 juni 1981 i Uleåborg, är en finländsk politiker i Sannfinländarna och präst. Han är ledamot av Finlands riksdag sedan 2019.
Aittakumpu blev invald i riksdagen i riksdagsvalet 2019 med 4 469 röster från Uleåborgs valkrets.